# Дніпропетровська вулиця (Москва)
Дніпропетровська вулиця (назва затверджено у 1968 році) — вулиця в Південному адміністративному окрузі міста Москви на території районів Чертаново Північне й Чертаново Центральне. Починається від Кіровоградської вулиці, перетинає Чертановскую вулицю, робить півколо й повертається до Чертанівської вулиці. Нумерація будинків починається від Кіровоградської вулиці.
Паралельно Дніпропетровській (на північ) проходить Сумська вулиця, відокремлена від Дніпропетровської вулиці сквером.

## Походження назви
Названа за радянською назвою українського міста Дніпро -Дніпропетровськ — адміністративного центру Дніпропетровської області УРСР, за розташуванням на півдні Москви серед вулиць, що носять назви географічних об'єктів України. У 1965 році назви, пов'язані з півднем України, отримав гурт вулиць у Зюзіне (північніше Балаклавського проспекту), й вулиці у Чертаново у 1968 році отримали назви за обласними центрами УРСР (Суми, Дніпропетровськ, Кіровоград), не використані раніше.

## Будівлі та споруди
По непарній стороні:
По парній стороні:
- Будинок 16 — храм Трійці Живоначальної у Чертаново.

## Транспорт
- Станції метро:
  - «Південна» — на початку вулиці.
  - «Празька» — в 800 метрах від кінця вулиці.
- Автобуси № 296, 797 (тільки до метро «Південна», у зворотний бік ідуть по Сумській вулиці); 189, 674.